# Březiny
Březiny (německy Brzezina, 1939–45 Birkicht) jsou obec v okrese Svitavy v Pardubickém kraji. Žije zde 136 obyvatel.

## Historie
První písemná zmínka o obci pochází z roku 1702.

## Obyvatelstvo
| Rok            | 1869 | 1880 | 1890 | 1900 | 1910 | 1921 | 1930 | 1950 | 1961 | 1970 | 1980 | 1991 | 2001 | 2011 | 2021 |
| -------------- | ---- | ---- | ---- | ---- | ---- | ---- | ---- | ---- | ---- | ---- | ---- | ---- | ---- | ---- | ---- |
| Počet obyvatel | 715  | 605  | 552  | 546  | 539  | 446  | 574  | 291  | 262  | 198  | 163  | 146  | 139  | 150  | 143  |
| Počet domů     | 103  | 103  | 105  | 109  | 105  | 98   | 96   | 92   | 73   | 64   | 55   | 84   | 87   | 96   | 98   |

## Obecní správa

### Obecní symboly
Znak a vlajka byly obci uděleny rozhodnutím předsedkyně Poslanecké sněmovny Parlamentu České republiky dne 12. července 2023.

## Pamětihodnosti
- Pomník padlých z první světové války
- Skalní útvary Čtyři palice, Milovské Perničky a Rybenské Perničky.
- Luňáčkova lípa
- Drašarova lípa
- Jílkova vila – nachází se na okraji obce. Vila továrníka Jílka z roku 1936 je zřízena jako reprezentativní letní sídlo obklopené okrasnou zahradou o rozloze 1 hektaru, která je situována v kopci.

## Osobnosti
- Josef Václav Justin Michl

## Galerie

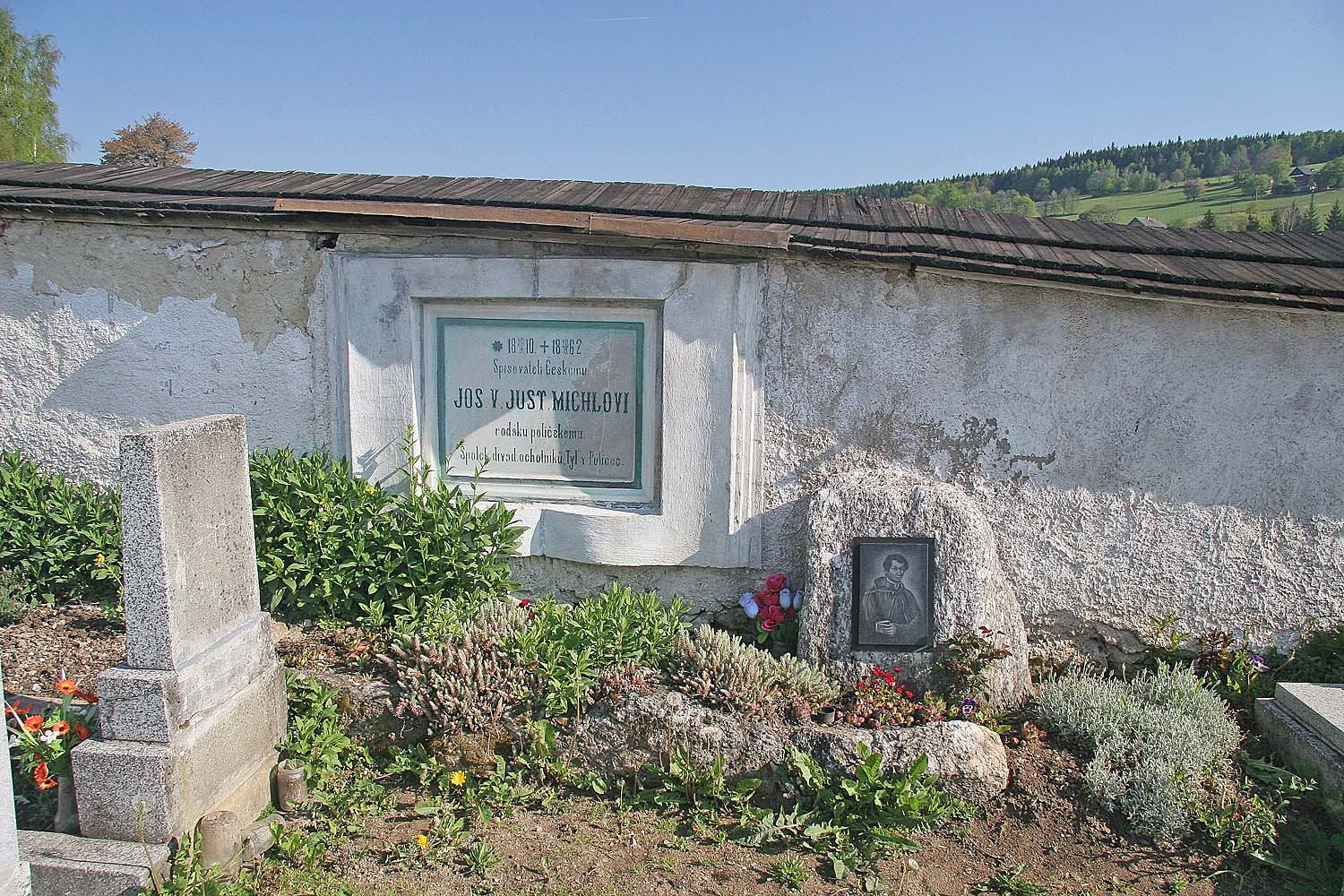
Pamětní Michlova deska na hřbitově
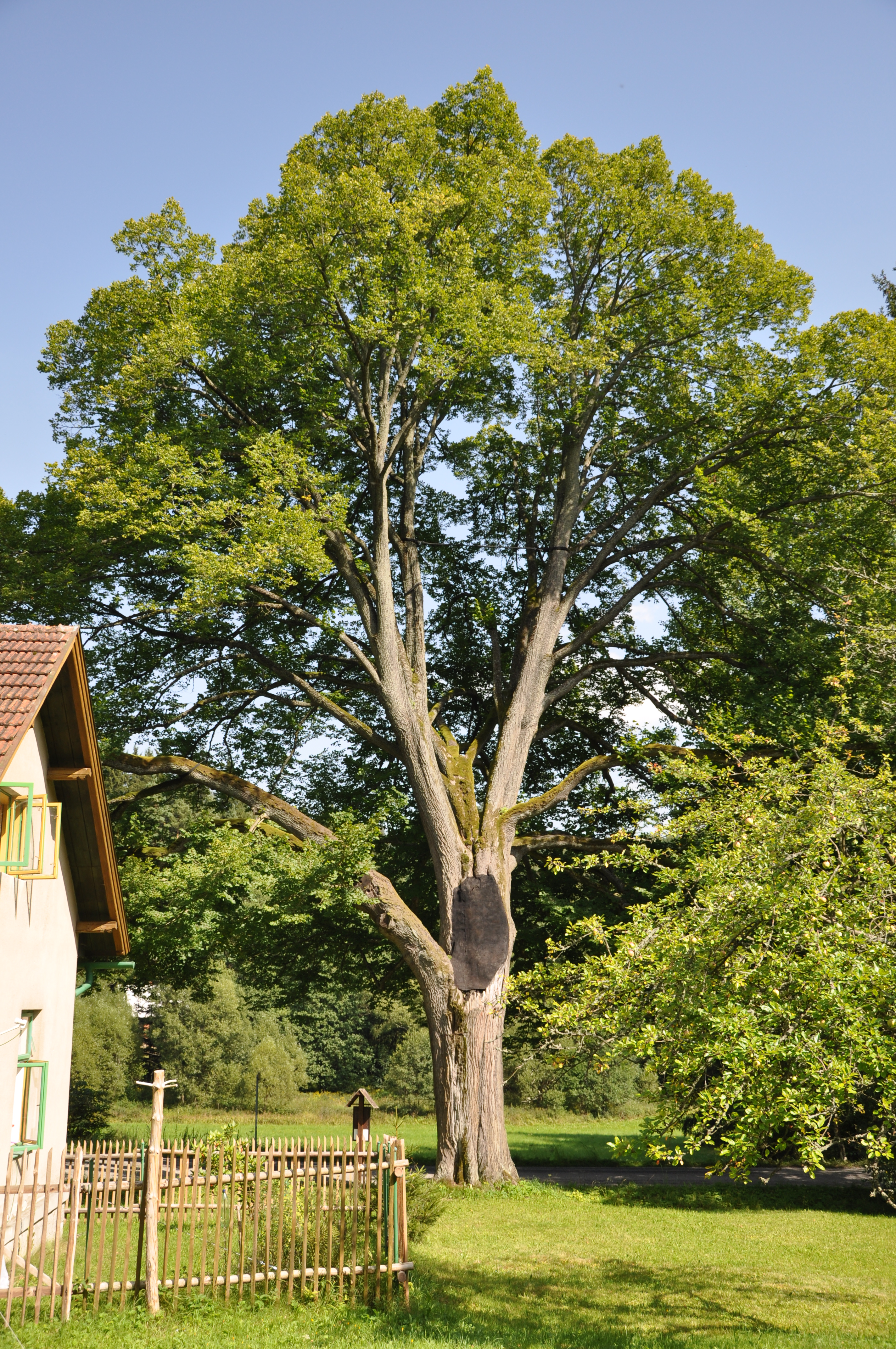
Drašarova lípa
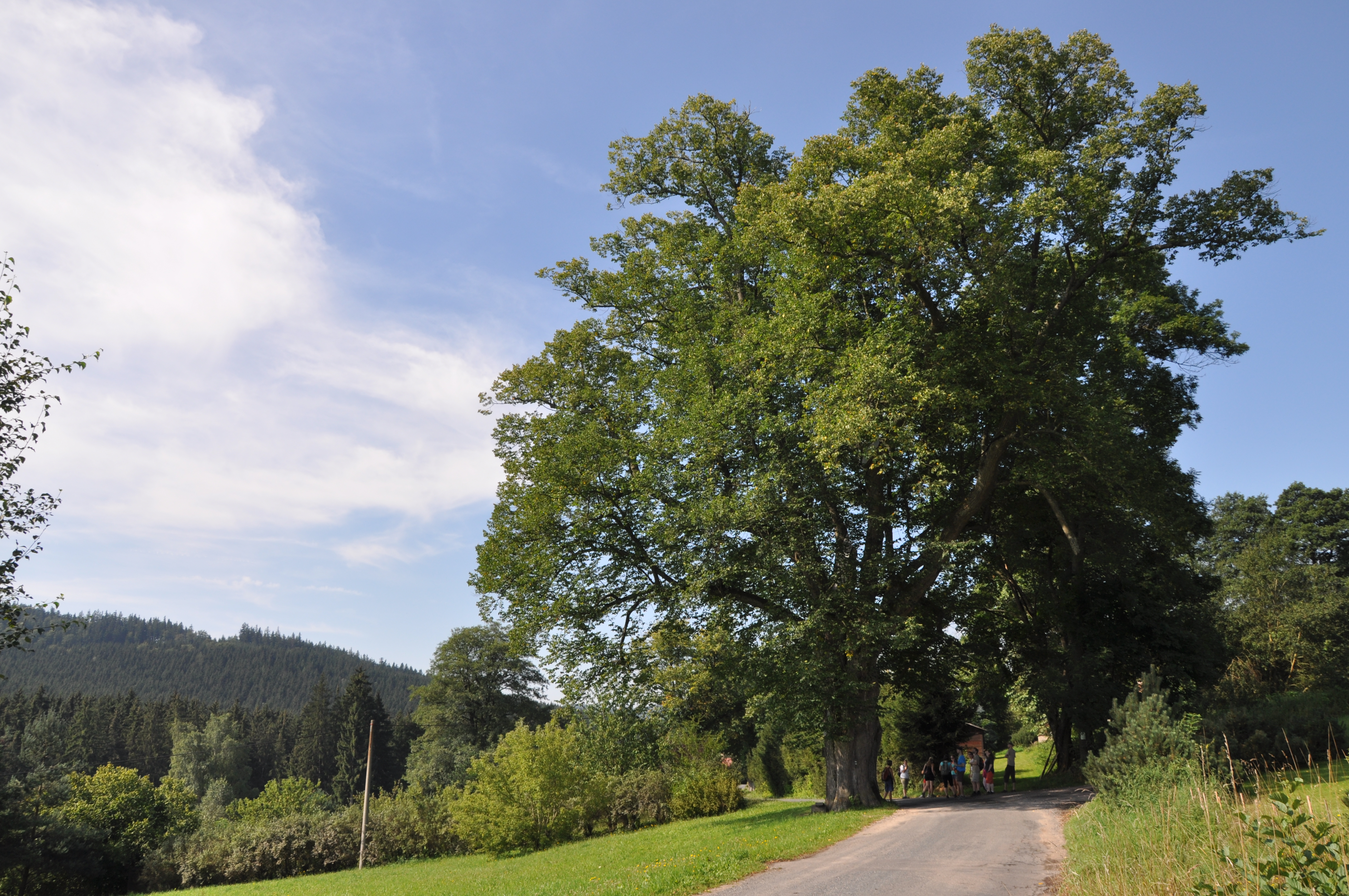
Luňáčkova lípa